# Temporada 1999 del Campeonato de España de Rally de Tierra
La temporada 1999 fue la 17.º edición del Campeonato de España de Rally de Tierra. Comenzó el 10 de abril en el Rally de Sigüenza y terminó el 20 de noviembre en el Rally RACC Artesa de Segre.

## Calendario
| N.º | Fecha               | Prueba                      | Notas |
| --- | ------------------- | --------------------------- | ----- |
| 1   | 10 de abril         | Rally de Sigüenza           |       |
| 2   | 14-15 de mayo       | Rallye del Alto Guadiato    |       |
| 3   | 11-12 de junio      | Rallye de Tierra de Telde   |       |
| 4   | 9-10 de julio       | Rallye Ciudad de Zaragoza   |       |
| 5   | 17-18 de septiembre | Rallye de Navalcarnero      |       |
| 6   | 15-16 de octubre    | Rallye de Tierra de Gernika |       |
| 7   | 5-6 de noviembre    | Rally Ciudad de Requena     |       |
| 8   | 19-20 de noviembre  | Rally RACC Artesa de Segre  |       |

## Clasificación

### Campeonato de pilotos
| Pos. | Piloto                | 1  | 2   | 3   | 4   | 5   | 6   | 7   | 8   | Puntos |
| ---- | --------------------- | -- | --- | --- | --- | --- | --- | --- | --- | ------ |
| 1.   | Pedro Diego           | 2  | Ret | 1   | 3   | 1   | 3   | Ret | 1   | 141    |
| 2.   | Salvador Cañellas jr. | 3  | 3   | 2   | 1   | 2   | 1   | 2   | Ret | 139    |
| 3.   | Claudio Aldecoa       | 1  | 1   | Ret | 4   | 3   | 2   | 3   | Ret | 129    |
| 4.   | Santiago Zuluaga      | 5  | Ret |     | 2   | 4   | 4   | Ret | Ret | 70     |
| 5.   | Iñaki Arbeláiz        | 9  | 5   | 6   | 7   | 16  |     | Ret |     | 66     |
| 6.   | Joan Roca             | 8  | Ret | 4   | 13  | 6   | 13  | Ret | 11  | 63     |
| 7.   | Jordi Ventura         |    | 6   |     | 22  | 11  | 10  | 7   | 8   | 56     |
| 8.   | Marc Blázquez         | 10 | 4   | 20  | 11  | 14  | Ret | Ret | 7   | 48     |
| 9.   | José Javier Izaguirre | 4  |     |     | Ret | 5   | 5   | Ret | Ret | 42     |
| 10.  | Txus Jaio             |    |     |     |     | Ret | 7   | 4   |     | 38     |
|      | Alfredo Luzuriaga     | 6  | 2   |     |     | 10  | 6   | Ret | Ret | 38     |

### Campeonato de marcas
| Pos. | Marca  | Puntos |
| ---- | ------ | ------ |
| 1.   | SEAT   | 342    |
| 2.   | Ford   | 298    |
| 3.   | Toyota | 31     |

### Copilotos
| Pos. | Copiloto          | Puntos |
| ---- | ----------------- | ------ |
| 1.   | Tomás Aguado      | 141    |
| 2.   | Carlos del Barrio | 139    |
| 3.   | Manuel Casanova   | 129    |
| 4.   | Francisco López   | 70     |
| 5.   | Fernando Insausti | 66     |
| 6.   | Miguel Escamilla  | 63     |
| 7.   | Eneko Gómez       | 42     |
| 8.   | Joaquím Muntada   | 42     |
| 9.   | Antoni Sánchez    | 41     |
| 10.  | David Moreno      | 38     |
| 10.  | Julio Álvarez     | 38     |

### Agrupación II
| Pos. | Piloto         | Puntos |
| ---- | -------------- | ------ |
| 1.   | Joan Roca Vila | 118    |
| 2.   | Iñaki Arbeláiz | 111    |
| 3.   | Jordi Ventura  | 106    |
| 4.   | Marc Blázquez  | 91     |
| 5.   | Joan Font      | 64     |